# 木村朝之助 (4代)
4代 木村 朝之助（きむら あさのすけ、1972年9月2日 - ）は、大相撲の幕内格行司である。本名は石田 勝也（いしだ かつや）。高砂部屋所属。血液型はA型。

## 人物
神奈川県横浜市旭区出身。神奈川県立都岡高校卒業後の1991年3月場所で若松部屋から初土俵を踏んだ。2002年2月に若松部屋が高砂部屋に吸収されたため、同年3月場所以降は高砂部屋所属となった。2008年1月場所で十両格に昇進し、師匠の33代木村庄之助が立行司昇進前まで名乗っていた木村朝之助の4代目を襲名。2022年12月26日付（2023年1月場所番付発表日）で幕内格に昇進。
行司としては珍しく高校を卒業してからの入門であり、2025年6月時点では朝之助より年下ながら序列上位の行司が3人いる。
音楽関係者から贈られたト音記号の柄の装束を持っている。

## 履歴
- 1991年3月場所 - 初土俵：木村勝也
- 1991年5月場所 - 序ノ口格として番付に初掲載。
- 1992年1月場所 - 序二段格昇進。
- 1994年1月場所 - 三段目格昇進。木村勝次郎に改名。
- 2000年1月場所 - 幕下格昇進。
- 2008年1月場所 - 十枚目格昇進。4代木村朝之助を襲名。
- 2023年1月場所 - 幕内格昇進。